# Società Ginnastica Pro Patria 1883
La Società Ginnastica Pro Patria 1883, o Pro Patria Milano, è una società di ginnastica di Milano.

## Storia
Il 1 agosto 1883 la società fu fondata al Caffè del Monte Tabor a Milano, da 39 ginnasti provenienti dalla Forza e Coraggio, guidati da Cesare Merini e Alberto Alberti, la Pro Patria Milano. Fu redatto uno statuto manoscritto, e si organizzarono le sezioni di ginnastica, escursionismo, scherma e ciclismo.
Mario Corrias vincitore alle Olimpiadi di Parigi del 1924 con la squadra Italiana di ginnastica, allenò ginnasti quali Savino Guglielmetti, Danilo Fioravanti ed Egidio Armelloni. Armelloni iniziò a gareggiare per la società nel 1925 e per le sue posizioni antifasciste fu incarcerato a Gaeta e non poté partecipare alle Olimpiadi del 1932. Savino Guglielmetti, entrato nella società nel 1927, è stato il ginnasta più vittorioso, ottenendo la medaglia d’oro al volteggio e nella classifica per nazioni a quell'edizione olimpica.
Dopo la seconda guerra mondiale la palestra di viale Romagna era in macerie: si chiese addirittura ad ogni atleta di portare una candela per potersi allenare. Nel 1948 parteciparono alle Olimpiadi di Londra Guglielmetti, Armelloni e Fioravanti.
Nel 1937 la sezione ginnastica vinse il campionato italiano a squadre, come anche nelle stagioni 1966, 1967, 1968, 1969 e 1970 e successivamente il Campionato d’Italia per Società maschili nel 1976, 1977, 1979/80 e 1980/81.
Nel 1969 la Pro Patria fondò la sezione di ginnastica artistica femminile, con l'istruttrice Maria Teresa Bertoni.
Laura Trefiletti partecipò alle Olimpiadi di Sydney 2000.